# نادي شايد
نادي شايد هو نادي كرة قدم في النرويج تأسس في 1 يناير 1915 يقع في أوسلو. يلعب في الدوري النرويجي الدرجة الثانية. يدربه توم نوردلي.

## روابط خارجية
- Skeid.no الموقع الرسمي للنادي